# I Giganti
I Giganti a fost o formație de muzică pop italiană formată din frații Sergio și Mino Di Martino, Enrico Maria Pape și Checco Marsella.   